# Ludolph van Ceulen

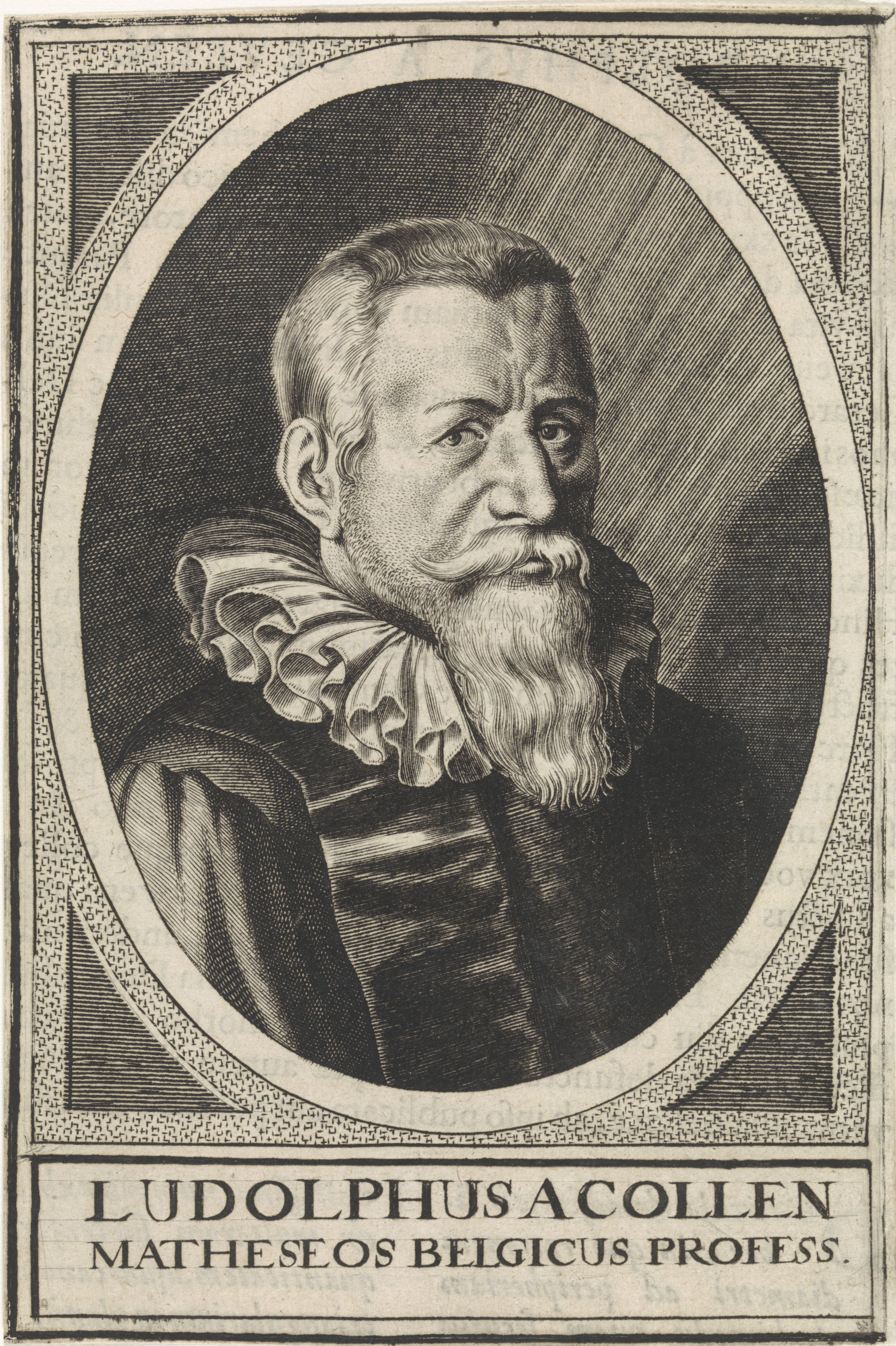
Ludolph van Ceulen

Ludolph van Ceulen (Hildesheim, 28 januari 1540 - Leiden, 31 december 1610) was een Duits-Nederlandse wiskundige.

## Leven

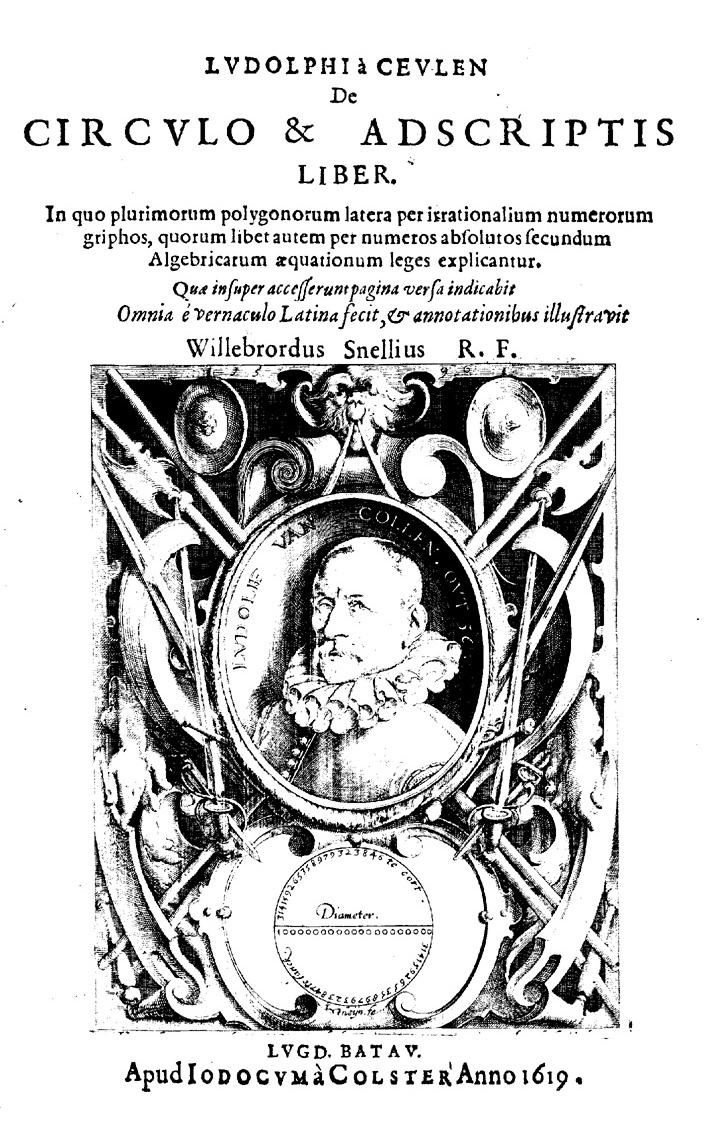
De circulo & adscriptis liber (1619)

Al in zijn jonge jaren verhuisde Van Ceulen van Hildesheim naar Delft in de toen nog niet onafhankelijke Nederlanden. Hij doceerde schermen en rekenen in Delft; in 1594 opende hij een schermschool in Leiden. In 1600 werd hij benoemd tot hoogleraar aan de Leidse universiteit en de bijbehorende ingenieursschool in de rekenkunde, landmeetkunde en vestingbouw. Zowel de ingenieurs als de technisch/wetenschappelijke docenten hadden weinig aanzien aan de universiteit, omdat ze veelal (evenals Van Ceulen) geen academische opleiding hadden genoten. Bovendien doceerden zij in de spreektaal (Nederlands dus) in plaats van in het Latijn. Pas na zijn dood zijn Van Ceulens publicaties door Snellius in het Latijn vertaald.
Van Ceulen overleed op 31 december 1610 en werd begraven in de Leidse Pieterskerk.

## (pi)

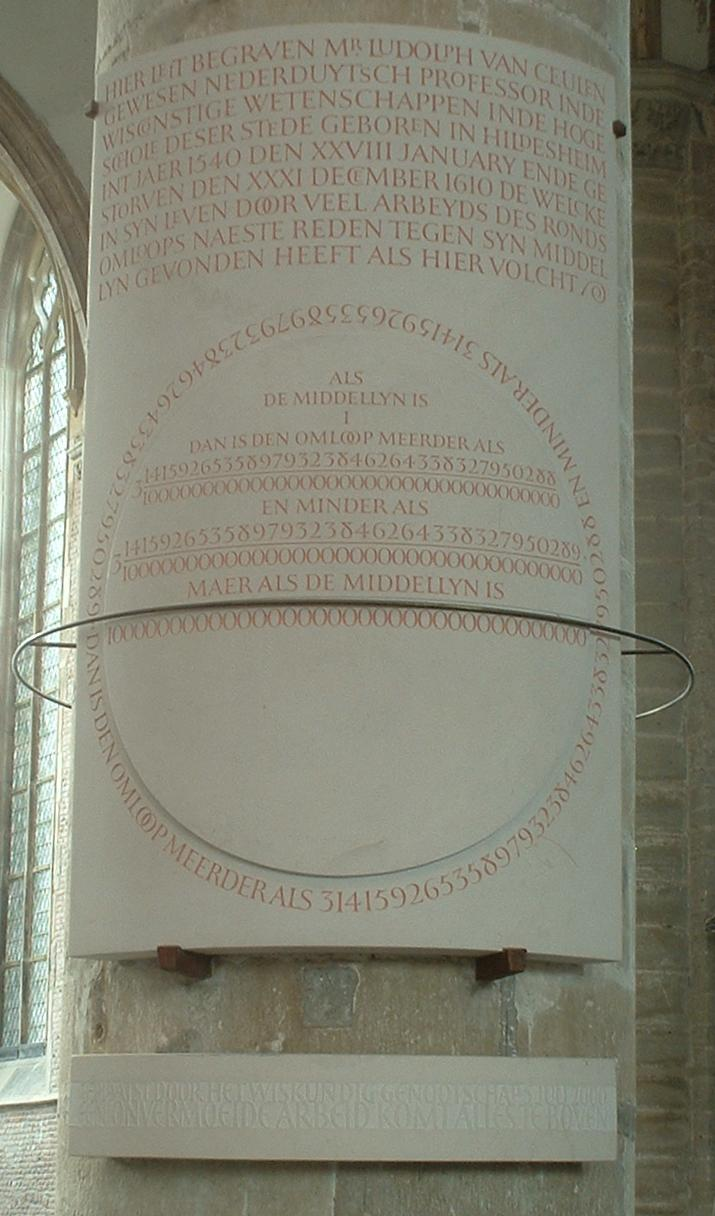
Monument voor π (pi) in de Pieterskerk in Leiden, van de hand van Cornelia Bakkum
(foto: Ton Boon)

Als schermgrootmeester was hij gewend om te werken in en met cirkels. Het getal π (pi) geeft de verhouding aan tussen de omtrek en de middellijn van de cirkel. Hij heeft de waarde van π tot op 35 decimalen berekend, de eerste verbetering op dit punt sinds de berekening van de Pers Jamshid Masud Al-Kashi (ca. 1380–1429) voor 1430. Maar in zijn publicatie, Vanden circkel (Delft, 1596), zijn maar 32 decimalen opgenomen. Na zijn dood heeft zijn vrouw de 35 decimalen in zijn grafsteen in de Leidse Pieterskerk laten beitelen, de eerste wetenschappelijke publicatie op een grafsteen. In de oudere Duitse literatuur, en tot op heden in Tsjechië en Slowakije, wordt het getal pi daarom soms aangeduid als 'getal van Ludolph' te zijner ere.

### Monument voor Pi
Zijn oorspronkelijke grafsteen moet tussen 1780 en 1864 verloren zijn gegaan. Maar met behulp van een bekende Latijnse vertaling en een gedeeltelijke Nederlandse tekst in een Engelse bundel reisverslagen, kon de oorspronkelijke tekst gereconstrueerd worden.
Op 5 juli 2000 is door ZKH Prins Willem-Alexander een nieuwe gedenksteen met deze tekst onthuld in de Pieterskerk. Het is aangebracht in het middenschip, aan de eerste pilaar zuidzijde van de westgevel, vlak bij de plek waar het graf van Van Ceulen moet zijn geweest. Dit gedenkteken toont een getrouwe kopie van zijn grafsteen.
Het monument is, in opdracht van het, destijds, Wiskundig Genootschap, ontworpen en vervaardigd door Cornelia Bakkum. Niet alleen vertoont de gedenksteen de tekst van de grafsteen van Van Ceulen, het wordt gesierd door een koperen ring die accentueert dat de pilaar een opeengestapelde reeks cirkels vormt. Deze koperen ring is zo geplaatst, dat hij door de middellijn van de op de steen afgebeelde cirkel loopt.
De ring is vervaardigd uit twee kleuren koper: het kleine stuk is precies zo lang als de middellijn van de cirkel, die door de koperen ring wordt gevormd.
Onder het monument is een steen aangebracht waarop de opdracht van het geplaatste monument en de naam van de maker zijn vermeld.

## Publikatielijst
- Ludolph van Colen: Proefsteen Ende Claerder wederleggingh dat het claarder bewijs : (so dat ghenaempt is) op de gheroemde ervindingh vande quadrature des Cirkels een onrecht te kennen gheuen / ende gheen waerachtich bewijs is ;Kort claar bewijs dat die nieuwe ghevonden proportie eens cirkels iegens zyn diameter te groot is ende ouer zuler de quadratura circuli des zeluen vinders onrecht is; Amsterdam, 1586
- Ludolf van Ceulen: Vanden circkel. Daer in gheleert werdt te vinden de naeste proportie des circkels-diameter tegen synen omloop, daer door alle circkels (met alle figueren, ofte landen met cromme linien besloten) recht ghemetem kunnen werden. ... Noch de tafelen sinum, tangentium, ende secantium ... Ten laetsten van Interest, met alderhande tafelen daer toe dienende, met het ghebruyck, door veel constighe exempelen gheleerdt,...; Tot Delf : ghedruckt by Ian Andriesz Boeckvercooper woonende aen't Maret-Veldt in't Gulden ABC, 1596
- Ludolf van Ceulen:De arithmetische en geometrische fondamenten. Met het ghebruyck van dien in veele verscheydene constighe questien, soo geometrice door linien, als arithmetice door irrationale ghetallen, oock door den regel coss, ende de tafelen finuum ghesolveert; Leyden, Ioost van Colster, Iacob Marcus, 1615
- Fundamenta arithmetica et geometrica cum eorumdem usu in variis problematis geometricis, partim solo linearum ductu, partim per numeros irrationales et tabulas sinuum et algebram solutis, authore Ludolpho a Ceulen,... e vernaculo in latinum translata a Wil. Sn. (Willebrord Snellius), 1615
- Ludolphi a Ceulen de Circulo et adscriptis liber, in quo plurimorum polygonorum latera per irrationalium numerorum griphos, quorumlibet autem per numeros absolutos secundum algebricarum aequationum leges explicantur..., Omnia e vernaculo latina fecit et annotationibus illustravit Willebrordus Snellius, 1619